# 미하마촌 (시즈오카현 오가사군)
미하마촌(일본어: 三浜村)은 일본 시즈오카현의 서부, 기토군·오가사군에 속했던 촌이다.

## 역사
- 1889년 4월 1일 - 정촌제 시행에 의해 기토군 미하마촌이 성립하였다.
- 1896년 4월 1일 - 군제 시행에 의해 오가사군 미하마촌이 되었다.
- 1942년 6월 1일 - 미쓰마타촌과 합병해, 무쓰하마촌이 성립하여, 동일 미하마촌은 폐지되었다.

## 교통

### 도로
- 국도 제150호선

## 참고문헌
- 가도카와 일본 지명 대사전 22 静岡県